# Friedhofskapelle St. Johannis (Wassertrüdingen)

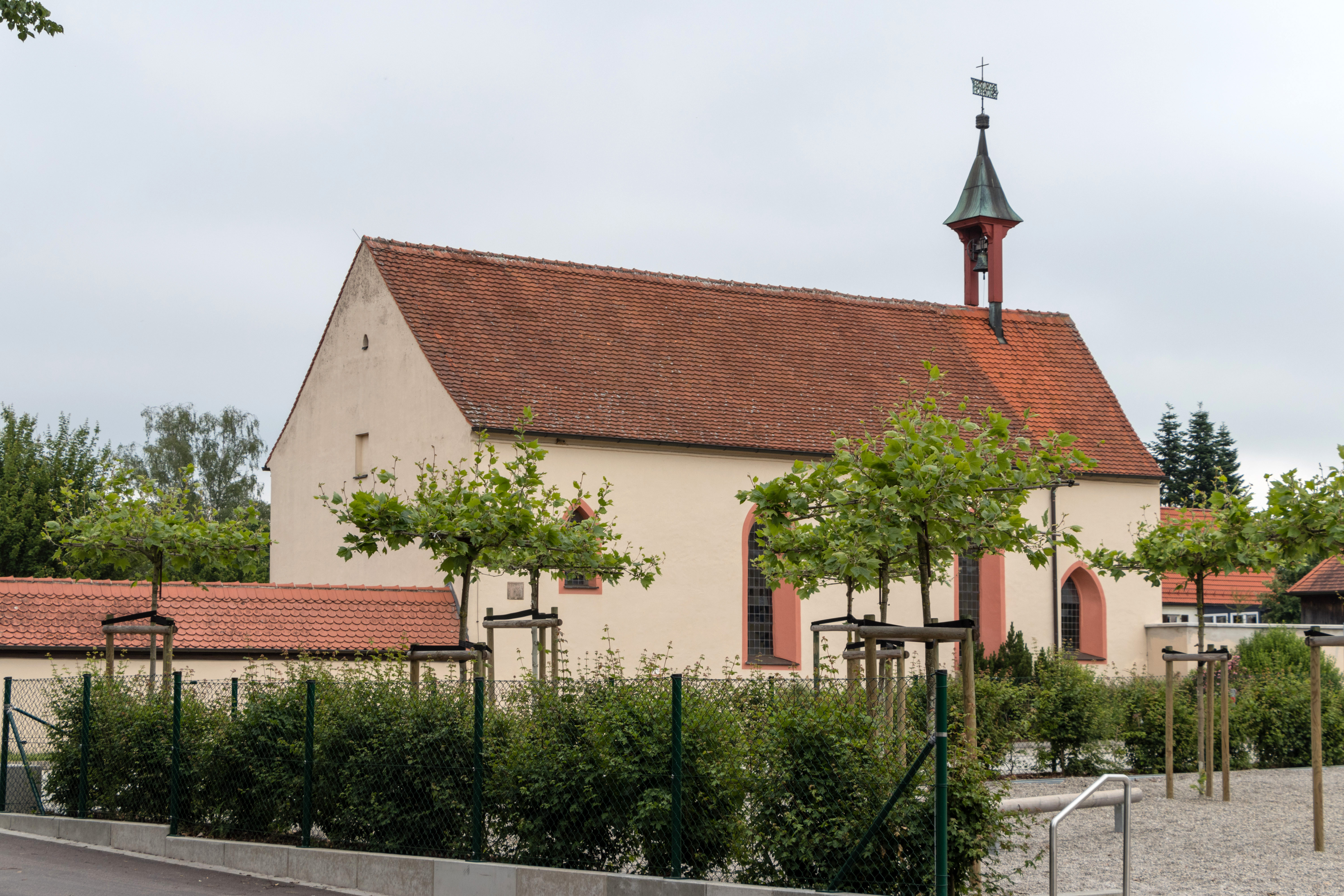
Friedhofskapelle St. Johannis

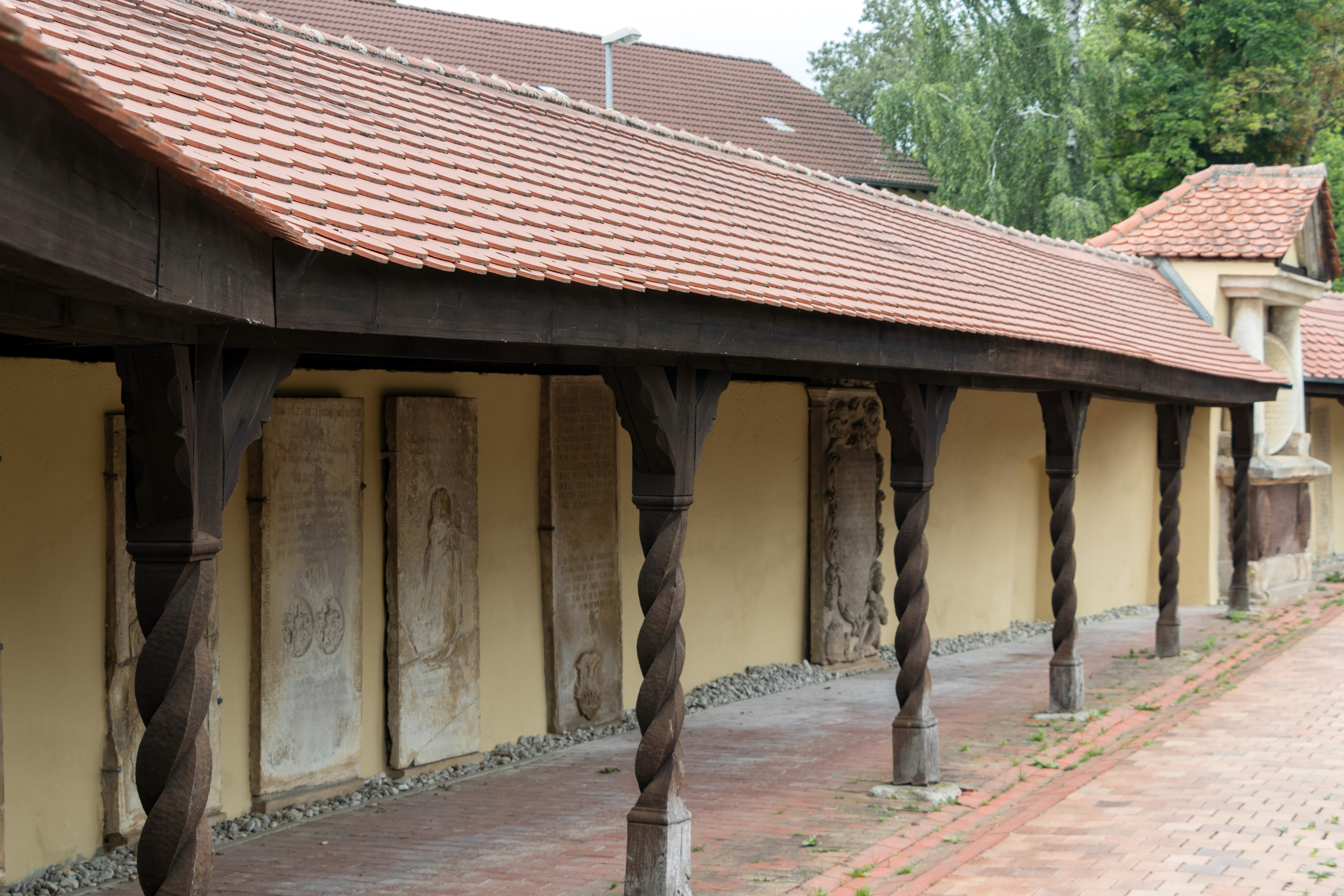
Weitere Epitaphien unter den angrenzenden Arkaden

Die Friedhofskapelle St. Johannis ist eine evangelisch-lutherische Kapelle in Wassertrüdingen im mittelfränkischen Landkreis Ansbach. Die nach Johannes dem Täufer benannte Kapelle gehört zum Evangelisch-Lutherischen Dekanat Wassertrüdingen und ist unter der Denkmalnummer D-5-71-214-5 als Baudenkmal in die Bayerische Denkmalliste eingetragen.

## Lage
Die Kirche befindet sich nördlich des Ortskerns und im südlichen Bereich des Friedhofs auf einer Höhe von 429 Metern über NHN. Die postalische Adresse lautet Lentersheimer Straße 8.

## Baugeschichte
Die Kapelle wurde 1588 gebaut, nachdem der Friedhof bei der Stadtkirche 1570 hierher verlagert worden war. Der damalige Bürgermeister von Wassertrüdingen, Lorenz Lenck  (1560–1620), setzte sich mit aller Kraft für den Bau ein. Es handelt sich um einen verputzten Saalbau mit eingezogenem Chor und Dachreiter. Eine Erweiterung erfolgte 1889. Weitere Veränderungen wurden 1902 und 1956 vorgenommen.

## Ausstattung
Im Chor vor dem Altar steht ein weißer Taufstein. Er wurde 1982 von dem Bildhauer Ernst Steinacker geschaffen. Über dem Altar hängt ein gekreuzigter Christus von dem Wassertrüdinger Bildhauer Friedrich Meyer 1935 geschnitzt. Der bis dahin in der Kapelle befindliche spätgotische Flügelaltar kam in die Stadtkirche von Wassertrüdingen. Darüber ist ein Fresko aus der Bauzeit der Kapelle erhalten, das Christus als Weltenherrscher zeigt. Er ist umrahmt von den vier Evangelisten Matthäus, Markus, Lukas und Johannes.
In und an der Kirche befindet sich eine Vielzahl von Epitaphien und Gedenktafeln. Ein Totenschild für Jörgludwig von Eyb von 1555 kam wahrscheinlich aus der Stadtkirche in die neu erbaute St. Johanniskapelle. Ein Epitaph und mehrere Gedenktafeln erinnern an Lorenz Lenck, der zur Erbauungszeit der Kapelle Bürgermeister von Wassertrüdingen war. Das künstlerisch bedeutsamste Epitaph, wahrscheinlich aus dem Jahr 1616, zeigt die Familie des Dekans Zacharias Ziegler.